# Ђорђе Мушицки (лекар)
Ђорђе Мушицки (Ђурђево, 9. јун 1811 — Брод на Сави 4/16. април 1887) био је лекар, професор Београдског Лицеја, члан Друштва српске словесности и почасни члан Српског ученог друштва, књижевни критичар и историчар.

## Живот и каријера
Рођен је 9. јуна 1811. године у Ђурђево-Шајкашком батаљону (данас Ђурђево), у Бачко-Бодрошкој жупанији, Војне границе Аустријског царства.

### Школовање
Основну школу је завршио у приватно у родном месту, гимназију у Новом Саду и Сремским Карловцима. Школовао се уз финансијску помоћ стрица Лукијана Мушицког, српског владике и песника, који је још док је учио гимназију почео да брине о  његовом образовању.
У Грацу је студирао филозофију (1827—1831), након чега је уписао медицину у Пешти. Током студија у Пешти, године 1833. учествовао је у оснивању „Књижевног друштва”, на иницијативу Јосифа Миловука, али је молба за његово оснивање одбијена. У Тавији у Италији је докторираро 1837. на тему „О хипохондрији”, написаној на латинском језику.

### Лекарска пракса
Први посао је добио у контумацу у Земуну (1837). На наговор кнеза Милоша, почетком 1838. је отишао у Србију, да ради као лекар и управитељ у карантину у Алексинцу, где је захваљујући његовом великом труду и вештини сузбијена зараза куге, која је завладала у Нишу, Лесковцу и околини, па чак и у самом карантину. За постигнути успех од Совјета добио похвално писмо. Након што је у Алексинцу провео годину дана, наредне 1839. године је радио једно време као лекар у Шапцу, код Јеврема Обреновића и на јесен исте године је водио Јевримевог сина Милоша на школовање у Одесу на школовање.
Године 1840. је од Правитељства тражио дозволу за приватну ординацију. Постављен је за члана Санитета, у исто времо као и Јован Стејић, отворио приватну праксу у Београду и био лични лекар Јеврема Обреновића, који је тада постављен за председника Државног савета. Наименован је за личног лекара кнежевске породице 12. априла 1840. године.
Свој положај у Београду, као пријатељ кнеза Милоша, посебно је утврдио са успостављањем првог намесништва, после смрти кнеза Милана Обреновића. Именован је за дворског лекара. Био је члан делегације која је ишла пред код младог Михиала Обреновића у Влашку, и био је члан делегације, са којом је Михаило ишао у Цариград код султана Абдулмеџида на подвор. Том приликом Михаило је султану представио своју свиту, али и заслужне чиновнике отаџбине, међу којима је био и његов лекар Ђорђе Мушицки.
Приликом ових аудијенција Ђорђе Мушицки је из руке великог везира Хасфер-паше добио орден Ифтихора са дијамантима, односно велики орден славе.
Годину дана од повратка кнеза Михаила из Цариграда и његовог ступања на тло Београда, на Теодорову суботу, 15/27. фебруара 1841. основана је Прва београдска болница. За првог тутора (старатеља) болнице је именован Никола Х. Селаковић, члан Управитељства вароши београдске, чији је задатак био вођење финансија, док је лечење болесника обављао градски физикус и на то место је постављен Павле Штекер (Paulus Stecker). Након што је болница опремљена на Ђурђевдан, дошло је до измена, па је Мушицки новим од 24. априла 1841. године обављао дужност градског физикуса. Међутун он се на тој дужности задржао свега неколико месеци, јер је на његово место 4/16. априла постављен Карло Белони.
Још од повратка у Београд, нашао се у вртлогу различитих политичких струја, између кнеза Михаила, кнеза Милоша, Јеврема Обреновића и Томе Вучића, али је као дворски лекар ипак остао доследан политици кнеза Михаила.

### Професор физике на Лицеју
Након смрти Антонија Арнота кнежевим указом је изабран за професора физике на Београдском Лицеју. Пре увођења у дужност привременог професора је 8. октобра 1841. године положио заклетву кнезу Михаилу Обреновићу. Након положене заклетве и на основу дописа који је Константин Бранковић, као ректор Лицеја у Београду упутио Високославноме Попечитељству Просвете а у дужност је уведен 13. октобра. За потребе наставе из физике написао је програм предавања, од чега је сачуван само део који односи на други семестар, а написао га је 26. јуна 1842. године. Целокупно градиво поделио је у четири главе: кинематика (кретање, мировање и заустављање кретања), светлост, електрицитет и физичка астрономија.

## Смена династија
Након Вучићеве буне и саветовања са стричевима Јованом и Јевремом, Вашченком, руским конзулом у Београду и са Мушицким, кнез Михаило је одлучио да напусти Србију, а за Мушицког је одређено да се задржи у Београду, као веза између руског конзула и кнеза Михаила.
У Београду је остао до избора Александра Карађорђевића за кнеза.
Након тога је пао у немилост нове власти, која га оптужила за бројна недела. Оптужили су га што је у своју кућу примао руског генералног конзула Вашченка, тражено му је да објасни шта је конзул радио у његовој кући, о чему су разговарали и од њега је захтевано да га у своју кућу више не прима. На ову оптужбу је навео да не може дати одговор, јер се у време посете није налазио у кући, као и да конзула није позивао у своју кућу. Такође је оптужен што је његову супругу Јулијану посећивала супруга господина аустроугарског конзула Атанацковића. Против ове оптужбе се бранио да од супруге није добијао никакве информације у вези тих посета. Окривљен је и за посете његовог шурака, по занимању трговца, Атанаса Карамате, иначе поданика цустроугарског цара, на шта је одговорио да не сматра да су министар и министарство Кнежевене Србије надлежни за уређивање његовихо породичних односа. Било је и других оптужби.
Сматрајући се невиним по свим оптужбама, али повређеним и дубоко разочараним, као и да би заштитио породицу и себе, обавестио је надлежно Министарство, да се враћа у поданике његовог царског и краљевског величанства и да због тога даје оставку на место професора физике. Престао је да ради као професор Лицеја 27. марта 1843. године.

## Одлазак из Београда
Отишао је за Земун. Током свог кратког боравка у Земуну се оженио се Јулијаном најмлађом деветом ћерком Димитрија Камарата, са којом је имао четворо деце: Јована, Милана (1845), Луку и Ану. Пошто је био оптужен као политички сумњив, из Земуна је отишао даље за Сентомаш (данас Србобран) у Бачкој, где се посветио приватној пракси.
Преко породице Камарата је и даље одржавао контакте са Обреновићима. У Земуну је поново боравио 1844. у тазбину. У Земуну је прикупљао претплату за „Историју српског народа” Димитрија Давидовића, која је те године у Београду.

## Српска револуција
Током Српске револуције 1848—1849 Мушицки је као делегат из Сентомаша дошао у Сремске Карловце. Он је на Мајској скупштинаи 3. маја 1848. изабран у Главни одбор. Међутим одмах је дошао у сукоб са Ђорђем Стратимировићем, због неслагања око улоге бачких и банатских Немаца, јер је сматрао да устанак треба да остане искључиво српски, независтан од Беча, али је остао надгласан, пошто је то био званични став Јосифа Рајачића, који је изабран за патријарха. Повукао се у Земун, где је 1849. отворио ординацију. У Земуну је постао директор земунског карантина.
Током народног покрета, услед веома лоших услова живота српског живља, појавиле су се и заразне болести због којих је народ још више патио. Августа 1848. године је боравио у Чуругу, где је при прегледу војске утврдио да 30 војника болује од колере. Придружио добровољцима Стевана Книћанина. Заробили су га Мађари у Бици код Мошорина и спроведен је у Коморан, где је лечио заробљене Србе. Ослобођен је након што су Руси однели победу код Волагоша (данас у Румунији).

## Лекарска пракса након револуције
Након тога је отишао поново у Земун, где је радио као лекар.
Од 1852. године је боравио је у Вуковару радећи у служби, а 1854. је прешао у Осијек. Након што се 1855. упразнило место директора карантину (контумаду) у Броду на Сави (данас Славноски Брод) и на том радном месту је остао до краја живота, чинећи све што је било у његовој моћи све за Србе, како из Славоније, тако и из Босне. Брига о здрављу становника у Броду је од 1820. године била у надлежности градског физикуса, који је у то време уживао веома велики, а међу најугледније градске физикусе убрајао се и Ђорђе Мушицки.
Пензионисан је 1877. године. Умро је на Велику суботу 4/16. априла 1887. у Славонском Броду, где је и сахрањен.

## Члан ДСС и СУД
Постао је редовни члан Друштва српске словесности 11/23. јуна 1842, непосредно по њеном оснивању. Друштво је веома брзо по оснивању било укинуто. Након оснивања Српског ученог друштва наименован је за његовог почасног члана 29. јула/10. августа 1864. Друштву српске словесности је за потребе нумизматичке збирке Музеја, формираном након што је основан Београдски лицеј је предао збирку старог новца, коју је наследио од свог стрица Лукијана Мушицког. Збирка је садржавала коване новчиће из старога Рима, са подручја Срема и средњевековне држава, које је Лукијан Мушицки сакупио за време свог боравка у манастиру Шишатовац.

## Књижевни рад
Упоредо са лекарском праксом се бавио научним и књижевним радом. Године 1847. у Београду је штампано његово дело „Историческое описаније битке косовопол’ске”. За штампу је приредио и издао „Стихотворениа”, свога стрица Лукијана Мушицког, које су штампане у четири књиге (Пешта 1838, Будим 1840, Нови Сад 1844. и 1847. године). Проучавао је старију српску књижевност, а пратио је и књижевност свога доба.
За дело „Животопис Лукијана Мушицког” од Матице српске је 1877. добио књижевну награду у износу од 50 сребрних форинти, које је штампано 1879. године у хиљаду примерака. Сарађивао је у „Гласнику” Друштва српске словесности „Србском народном листу”, „Српском дневнику”, „Застави”, „Летопису Матице српске”, „Јавор”. У Јавору је први пут објавио песме Симе Милутиновића Сарајлије, које је имао сачуване у оригиналу. Започео је да пише и аутобиографију, жалећи што то није урадио раније, с обзиром да је као дворски лекар био очевидац, па и учесник многих бурних догађаја. Није познато да ли је успео да своју замисао успео да заврши.